# اختصاص طبي

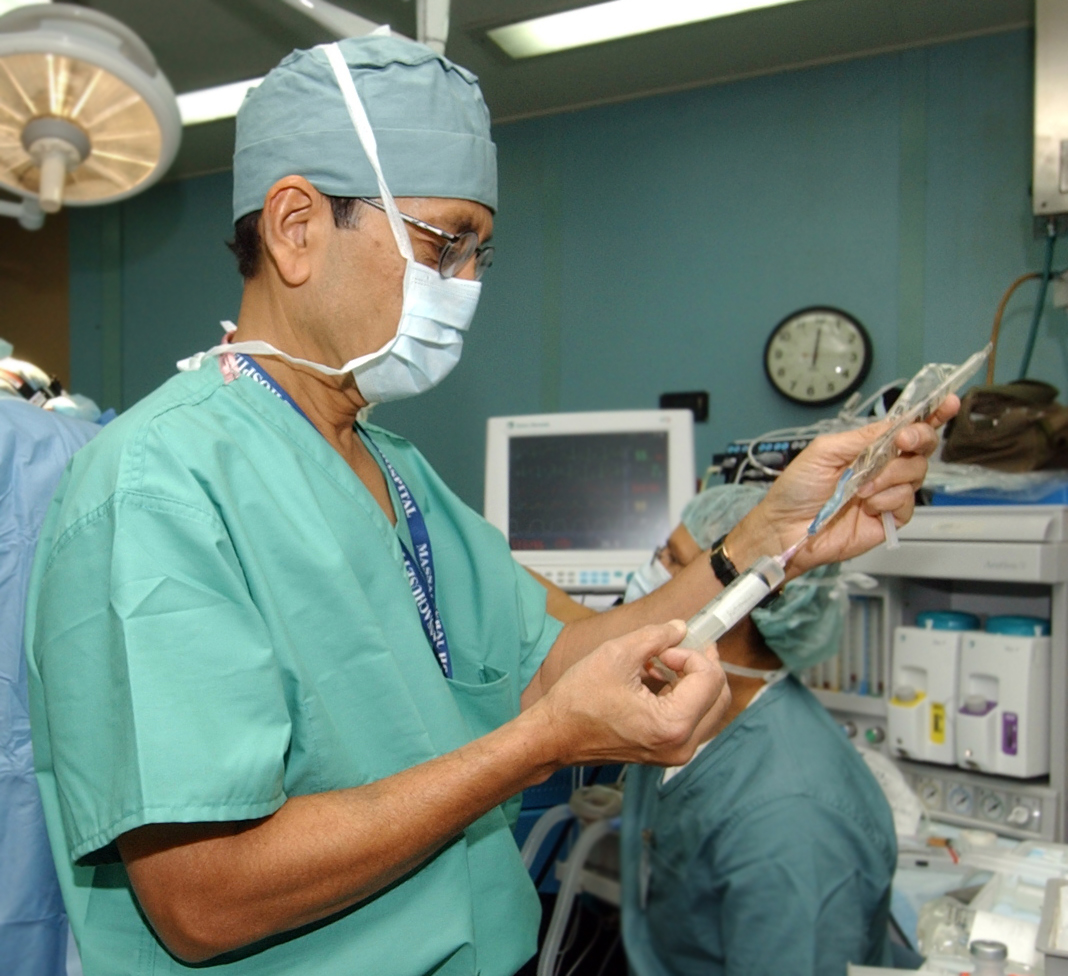

الاختصاص الطبي أو التخصص الطبي في طب هو فرع من الممارسة الطبية.

## الطب الباطني
ولديه فروع كثيره منها
- أمراض القلب وتعنى بجميع امراض القلب والشرايين
- أمراض الجهاز التنفسي ويعنى بأمراض الرئة والجهاز التنفسي
- الجلدية تصنف على أنها فرع من الباطنية وهو اختصاص يعنى بأمراض الجلد والجهاز التناسلي
- النفسية وهو أختصاص يعالج المرضى الذين لديهم أضطرابات نفسيه ووجدانيه وانفصام الشخصية والكآبة من أهم الأمراض التي يعالجها.
- الجهاز الهضمي الذي يعنى بالجهاز الهضمي وما يتضمنه من أمراض المعدة والكبد والأمعاء.

### طب المسنين
الذي يعني بالصحة الوقائية والأمراض الشائعة في المسنين مثل العقل وأثر الشيخوخة على الجسم ومن امثلته مرض الزهايمر الذي يصيب بعض المسنين.

### طب الأعصاب
وهو تخصص كان سابقا يعد من ضمن تخصصات الطب الباطني. أما الآن فهو يعد تخصص منفصل وهو يعني بأمراض الجهاز العصبي.

### طب المفاصل
(الروماتولوجي- علم الروماتيزميات- علم الرثويات) وهو لا يزال أحد فروع الطب الباطني وفي معظم دول العالم يشترط في تخصصه ان يتم التخصص اولا في الطب الباطني العام ومن بعده في المفاصل. يعني بامراض المفاصل وما حولها من عضلات وانسجة رخوة والتحريات المختبرية الخاصة بها والفحوص الشعاعية والمقطعية والمغناطيسية لها ومن ثم علاجها بالادوية أو الوسائل الطبيعية كالتمارين وتنقيص الوزن وغيرها.اما إذا استدعت الحالة الجراحة فيحال المريض إلى جراحة العظام، وهي اختصاص آخر مختلف.

## الجراحة
وهو تخصص ينقسم إلى فروع كثيرة. ويعني بعلاج الأمراض بالتدخل الجراحي. في السابق كانت الجراحة تعتبر من المهن الوضيعة التي يقوم بها غير الطبيب كالحلاق مثلا ولكن سطع نجم هذا التخصص بعد كثرة الحروب التي أدت إلى تفاقم الإصابات التي تحتاج إلى تدخل جراحي. من فروع هذا التخصص الفرع الأم وهو الجراحة العامة والذي ينقسم بدوره إلى تخصصات فرعية دقيقة ك جراحة الكبد وجراحة الغدد وجراحة الأورام. أما بقية تخصصات الجراحة فهي جراحة المخ والأعصاب وجراحة المسالك البولية والتناسلية وجراحة التجميل وجراحة القلب وجراحة الصدر وجراحة العظام أو قد يسمى تخصص العظام وجراحة الأنف والأذن والحنجرة وجراحة الفم والوجه والفكين

### جراحة العظام والمفاصل
هو واحد من أهم فروع الجراحة، والذي يعالج الأمراض التي تصيب الجهاز الحركي، علما انه يختلف عن اختصاص أمراض المفاصل والذي يتفرع بدوره من الطب الباطني
وذلك باستخدام الوسائل الجراحية وغير الجراحية لعلاج رضوض الجهاز الحركي والإصابات الرياضية، والأمراض التنكسية، والالتهابات، والأورام، والاضطرابات الخلقية.

### طب وجراحة المسالك البولية والتناسلية
وهو أختصاص له علاقه بالأمراض التي تصيب الجهاز البولي والتناسلية وتعالج جراحيا

## طب النساء والتوليد
اختصاص منفصل يعنى بالأمراض التي تصيب الجهاز التناسلي الأنثوي والعقم بالأضافه إلى الولادة والحمل وشؤونه الأخرى.مثل الاضطرابات التي تصيب الدورة الشهرية

## التصوير الطبي
يهتم بالتصوير الشعاعي ويساعد على التشخيص مثال على الأشعات المستخدمة:-
- أشعة سينية
- أشعة مقطعية
- أشعة موجات فوق الصوتية
- تصوير رنين مغناطيسي

## طب الحالات الحرجة
طب الحالات الحرجة أو طب العناية المركزة: (Critical Care Medicine)هو أحد فروع الطب الحديثة وهو معني بتقديم دعم متقدم للحياة أو لأعضاء الجسم المصابه للمرضى ذوي الحالة الصحية الحرجة. ويتم ذلك داخل ما يسمي بوحدة العناية المركزة أو وحدة الرعاية المركزة (Intensive care Unit)